# Alumínium-fluorid
Az alumínium-fluorid egy szervetlen vegyület, amelynek a képlete AlF3. Színtelen, kristályos vegyület. Különféle hidrátjai léteznek, tartalmazhat egy, három vagy 3½ mól kristályvizet. Vízben alig oldódik, savak és lúgok sem oldják. Hevítve (körülbelül 1260 °C-on) szublimál.

## Szerkezete
A kristályos alumínium-fluorid atomrácsos jellegű. A kristályrácsa AlF6 oktaéderekből épül fel. A fluoratomok hídligandumok szerepét töltik be, ugyanis két-két alumíniumatomhoz tartoznak.

## Kémiai tulajdonságai
Magas hőmérsékleten vízgőz hatására hidrolizál.

## Előállítása
Az alumínium-fluorid akkor keletkezik, ha alumínium vagy vörös izzáson timföld hidrogén-fluorid-gázzal reagál. 
{\displaystyle \mathrm {Al_{2}O_{3}+6\ HF\rightarrow 2\ AlF_{3}+3\ H_{2}O} }
Keletkezik alumínium-hidroxidból is hidrogén-fluorid hatására.

## Felhasználása
Az alumínium-fluoridot az alumíniumkohászatban adalékanyagként alkalmazzák az olvadék olvadáspontjának csökkentésére. Emellett katalizátorként is szolgál.